# Saint-Meslin-du-Bosc
Saint-Meslin-du-Bosc es una localidad y comuna francesa situada en la región de Alta Normandía, departamento de Eure, en el distrito de Bernay y cantón de Amfreville-la-Campagne.

## Demografía
| 47 | 76 | 84 | 95 | 140 | 156 |
| Para los censos de 1962 a 1999 la población legal corresponde a la población sin duplicidades (Fuente: INSEE [Consultar]) |    |    |    |     |     |